# Tonnerre Jaunde
Tonnerre Kalara Club de Yaoundé – kameruński klub piłkarski z siedzibą w mieście Jaunde.

## Osiągnięcia
- Mistrz Kamerunu (5): 1981, 1983, 1984, 1987, 1988
- Puchar Kamerunu (5): 1958, 1974, 1987, 1989, 1991
- Finał Pucharu Kamerunu (3): 1963, 1990, 1994
- Puchar Afryki Zdobywców Pucharów: 1975

## Historia
Klub założony w 1934 w Jaunde. Największe krajowe sukcesy klubu to pięciokrotny tytuł mistrza Kamerunu i pięciokrotne zdobycie pucharu kraju. Drużyna osiągała również sukcesy na arenie międzynarodowej zdobywając w 1975 Afrykański Puchar Zdobywców Pucharów oraz dochodząc do finału Afrykańskiego Pucharu Konfederacji w 2002.

### Piłkarze
- Roger Milla
- Rigobert Song
- Stephen Tataw
- George Weah
- André-Joël Eboué
- Francis Doe
- Japhet N’Doram

### Trenerzy
- 1997-1998 :   Claude „Didi” Andrey